# EADS アストリアム
アストリアム (Astrium) は2013年まで存在した宇宙システム企業で、EADSの航空宇宙部門で民間・防衛向けにサービスを提供していた。2008年時点においてアストリアムはフランス、ドイツ、イギリス、スペイン、オランダで売上高43億ユーロ、15,000人を雇用していた。
2013年後半にEADSとエアバス・ミリタリーの防衛部門であるカシディアン (Cassidian) と合併し、エアバス・ディフェンス・アンド・スペースとなった。EADS自体もエアバスグループに組み込まれ、エアバス、エアバス・ディフェンス・アンド・スペース、エアバス・ヘリコプターズとなった。

## 事業領域
以下の3分野で活動していた。
- EADS アストリアム・サテライト - 衛星および地上設備
- EADS アストリアム・スペーストランスポーテーション - 打ち上げロケットおよび軌道周回インフラストラクチャ
- EADS アストリアム・サービシーズ - 衛星サービスの開発および納入

### 衛星
アストリアム・サテライトは商用通信衛星だけでなく科学衛星や地球観測衛星の他、衛星サブシステムや地上設備も担当していた。
イギリス、フランス、ドイツ、スペインの4ヶ国に9つの拠点を持ち、アストリアム全体の約半数となる8,348人の従業員を擁していた。

## 沿革
アストリアムは2000年にマトラ・マルコーニ・スペースとダイムラークライスラー・エアロスペース (DASA) の宇宙部門およびコンプタドラス・レデス・エ・インヘニエリア (CRISA) の合併で設立された。この時点のアストリアムは、EADS とブリティッシュ・エアロスペースの合弁であった。
2013年6月16日に少数株主であったブリティッシュ・エアロスペースが持分を EADS に売却し、EADS がアストリアムの単独株主となったことから EADS アストリアム となった。アストリアムのインフラ部門は EADS の打ち上げ・宇宙機部門と統合されて EADS スペーストランスポーテーションを経て EADS アストリアム・スペーストランスポーテーションに改組された。また、アストリアムがスカイネット5軍事通信衛星で構築した「パラダイム・セキュア・コミュニケーション」に関するイギリス国防省との契約は、EADS アストリアム・サービシーズに引き継がれた。
2004年1月1日にはスペインの CASA エスパシオが EADS の一部となった。また、地理情報サービス会社インフォテラ (Infoterra) を傘下に収めた。
2006年7月1日には EADS アストリアムのフランス法人 EADS アストリアム SAS がフランス国内にある EADS スペースの子会社を吸収合併して アストリアム SAS となった。他国でも2006年中に同様の合併が行われたが、EADS は契約文書など法的に義務づけられているもの以外についてはこの合併に関して通知を行わなかった。

## 宇宙旅行
2007年6月、EADS は宇宙旅行分野に進出する事を発表した。2007年6月20日、1段式の準軌道へのジェットエンジンとロケットエンジンの両方を備えたハイブリッド式スペースジェットの模型を発表した。スペースジェットは通常の飛行場から4名の乗客を乗せて通常のジェットエンジンを使用して離陸する。ロケットエンジンが必要な高度に到達したら点火する。最終的に高度100 kmに到達した後は乗客たちは3分間の無重力状態を体験する。2012年の開始時点において予想される費用の上限は€200,000である。
EADSは開発費用が10億ユーロかかると見積もっている。2009年1月28日時点でEADSアストリアムは計画を無期限保留としていることが確認された。